# خاویر کلیموویچ
خاویر کلیموویچ (انگلیسی: Javier Klimowicz؛ زادهٔ ۱۰ مارس ۱۹۷۷) بازیکن فوتبال اهل آرژانتین است.
از باشگاه‌هایی که در آن بازی کرده‌است می‌توان به باشگاه فوتبال بلومینگ اشاره کرد.
وی همچنین در تیم ملی فوتبال اکوادور بازی کرده‌است.